# Philip Froissant

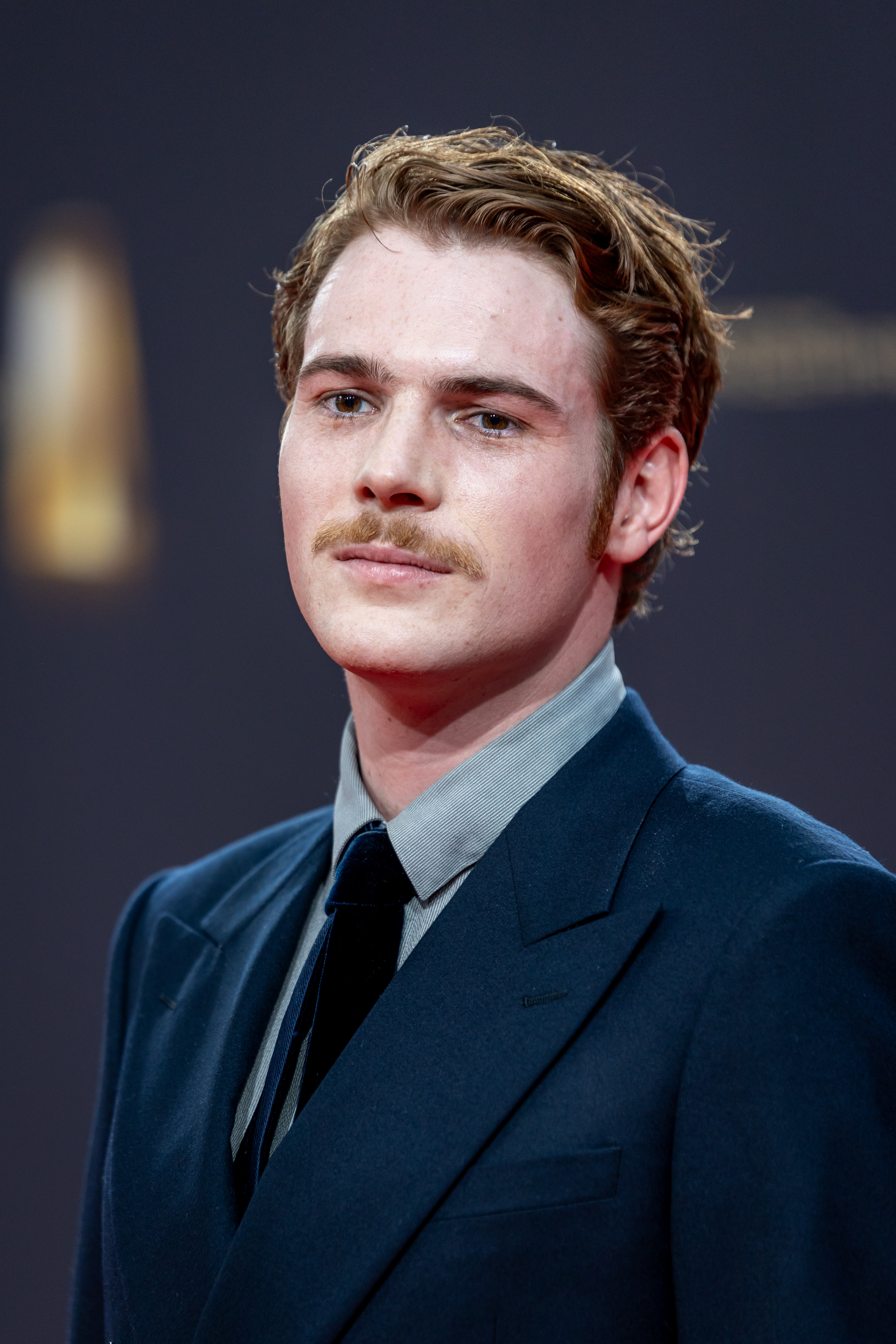
Philip Froissant beim Deutschen Fernsehpreis 2023

Philip Froissant (* 1994 in Bad Tölz) ist ein deutscher Schauspieler.

## Leben
Froissant wurde in Bad Tölz als Sohn einer deutschen Mutter und eines französischen Vaters geboren. Nach dem Abitur absolvierte Froissant eine naturwissenschaftliche Ausbildung, die er 2015 abschloss, um sich anschließend beruflich neu zu orientieren. Nach zahlreichen Praktika in der Filmindustrie entschloss er sich zu einem Studium der Theaterwissenschaft an der Ludwig-Maximilians-Universität München. 2017 stand Froissant in Anja Sczilinskis Inszenierung Lilja-4-ever für das Junge Residenztheater München auf der Bühne und sammelte dort erste Erfahrung als Darsteller. Im September 2018 beendete Froissant sein Studium der Theaterwissenschaft frühzeitig, um eine Schauspielausbildung an der Otto-Falckenberg-Schule in München zu beginnen, die er 2022 abschloss. Im Juni 2021 wirkte er in der Jahrgangsinszenierung Der große Marsch von Wolfram Lotz unter der Regie von Anne Habermehl an den Münchner Kammerspielen mit.
Im Herbst 2020 stand Froissant auf Amrum für Dreharbeiten zum Thriller Schwarze Insel von Miguel Alexandre vor der Kamera. In dem im August 2021 auf Netflix veröffentlichten Film spielte er die Hauptrolle des Abiturienten Jonas Hansen, der nach dem Unfalltod seiner Eltern auf einer Nordseeinsel bei seinem Großvater, dargestellt von Hanns Zischler, lebt und die Deutschlehrerin Helena (Alice Dwyer) kennenlernt.
Seit 2022 spielt Froissant in der Netflix-Serie Die Kaiserin  die männliche Hauptrolle des Kaisers Franz Joseph I. an der Seite von Devrim Lingnau als Elisabeth von Österreich-Ungarn. Für seine Darstellung des Franz Joseph wurde er 2023 mit dem Deutschen Fernsehpreis in der Kategorie Bester Schauspieler ausgezeichnet. Die zweite Staffel der mit dem internationalen Emmy prämierten Serie erschien Ende November 2024 auf Netflix.
2023 übernahm Froissant in der Paramount+ -Serie Eine Billion Dollar die Hauptrolle des John Fontanelli, eines Fahrradkuriers, der durch eine unerwartete Erbschaft über Nacht zum reichsten Menschen der Welt wird. Die Serie basiert auf Andreas Eschbachs gleichnamigen Bestseller-Roman Eine Billion Dollar.

## Filmografie (Auswahl)
- 2021: Schwarze Insel
- seit 2022: Die Kaiserin (Fernsehserie, 2 Staffeln)
- 2023: Am Ende – Die Macht der Kränkung (Fernsehserie)
- 2023: Eine Billion Dollar (Fernsehserie)

## Auszeichnungen und Nominierungen
Deutscher Fernsehpreis 2023
- Auszeichnung in der Kategorie Bester Schauspieler für Die Kaiserin[6]